# Къщата на дявола
„Къщата на дявола“ (на френски: Le Manoir du diable) е френски късометражен ням филм от 1896 година на режисьора Жорж Мелиес. Филмът, който представлява кратък пантомимен скеч, издържан в стила на театрално-комичната фантазия, разказва историята за среща с дявола и различни съпътстващи го фантоми. Той е бил предназначен да предизвика увеселение и почуда в зрителите, а не страх, но поради своята тема и персонажи технически може да се счита за първия филм на ужасите в историята на киното и поради факта, че включва трансформация с прилеп, като първия филм, представящ свръхестествени създания. Филмът също така е доста иновативен, неговото времетраене от около три минути е доста амбициозно за онова време.

## Сюжет
Началната сцена на филма показва огромен прилеп, който лети в средновековен замък. Прилепът кръжи из стаята, преди внезапно да се превърне в Мефистофел, превъплъщение на дявола. Мефистофел се приближава до голян казан и с помощта на свой асистент се опитва да призове една жена от него.
Всичко от стаята изчезва, малко преди в нея да влязат двама благородници. Помощникът на дявола ги бута в гръб и мигновено отлита в различни краища на стаята, предизвиквайки объркване в двойката и карайки единият благородник да избяга. Вторият остава на място и спрямо него са приложени различни трикове, като местене на мебели и внезапна поява на скелет. Благородникът остава невъзмутим и атакува скелета с меч, който от своя страна се превръща първо в прилеп, а след това и в Мефистофел, изпращайки четири привидения, за да покорят мъжа. Възстановявайки се след атаката на привиденията, мъжът е видимо замаян и се приближава към казана с призованата жена, където остава впечатлен от красотата и. Пред очите на благородника, Мефистофел превръща младата жена в съсухрена старица, а след това отново в четири привидения.
Другият благородник се връща и след кратка демонстрация на смелост отново бяга, този път скачайки от ръба на балкона. След като привиденията изчезват, благородникът се изправя лице в лице с дявола и се опитва да го достигне, размахвайки огромно разпятие, което кара дявола да изчезне в небитието.

## В ролите
- Жорж Мелиес като Мефистофел
- Жана Д′Алси като призованата жена[3]

## Продукция
Снимките на „Къщата на дявола“ протичат в дома на Мелиес в Монтрьой с помощта на нарисувани декори. В ерата на Мелиес актьорите са участвали във филмите анонимно и не са били упоменавани техните имена. Въпреки това е известно, че Жана Д′Алси, успешна театрална актриса, която участва в много от филмите на Мелиес и впоследствие става негова втора съпруга, изпълнява ролята на жената, която излиза от казана. Филмовият историк Жорж Садул предполага, че ролята на дявола е била изпълнена от Жул-Южен Легрис, фокусник, който се е изявявал в театъра „Робер Уден“ в Париж и който по-късно участва в знаменития филм на Мелиес от 1902 година Пътешествие до луната.
Филмът е реализиран от филмовото студио на Мелиес, известно като Стар Филм някъде към края на 1896 година. Премиерата му се състои на 24 декември в театъра „Робер Уден“. Дълго време е бил смятан за изгубен, преди през 1988 година копие от него да е намерено в „Новозеландския филмов архив“.